# Нэш, Эбнер
Эбнер Нэш (англ. Abner Nash; 8 августа 1740 — 2 декабря 1786) — американский политик, член вирджинской Палаты бюргеров, который переехал в колонию Северная Каролина, поселился в Нью-Берне, был делегатом Провинциальных конгрессов, а после независимости штата избирался членом палаты представителей и сенатором штата. Был вторым губернатором Северной Каролины с 1780 по 1781 год, впоследствии член Континентального конгресса.

## Ранние годы
Нэш родился в Вирджинии, на фамильной плантации Тамплтон-Манор, которая находилась около Фармвилла. Его отцом был Джон Нэш, а дедом Эбнер Нэш из Тенби, который жил в Уэльсе в графстве Пемброк и эмигрировал в Вирджинию около 1730 года. Его мать Энн Оуэн была дочерью Сэра Хью Оуэна, 2-го баронета Ориелтона. Точно неизвестно, где он учился, но его последующие письменные и ораторские навыки говорят о получении очень хорошего образования. Он изучал право и в 1757 году получил лицензию адвоката, а в 1761 и 1762 году был представителем округа Принс-Эдвард в вирджинской Палате бюргеров.
В 1762 году или в самом начале 1763 года Нэш с младшим братом Фрэнсисом переехал в северокаролинский Чилдсбург (сейчас Хилсборо). Его старший брат Томас переехал в северокаролинский Идентон ещё за четыре года до этого. В Хилсборо Нэш купил несколько земельных участков, построил дамбу и открыл первую в городе мельницу. В 1764 году он переехал в Галифакс, где прожил 12 лет. В 1764-1765 годах он был представителем города Галифакса в северокаролинской Ассамблее, а в 1770 - 1771 годах представлял в Ассамблее округ Галифакс.
В 1771 году он стал одним из офицеров отряда, который собрал губернатор Трайон для подавления восстания регуляторов.
В Галифаксе Нэш женился на Джастине Дэвис Доббс, вдове бывшего губернатора Артура Доббса. Когда её дети от первого брака не выплатили её долю наследства от покойного мужа, Нэш подал на них в суд. Суд встал на его сторону, но британские власти отменили его решение. Эта ситуация привела к конфликту между коронным губернатором Джозайей Мартином и Ассамблеей колонии, и стал одним из тех конфликтов, которые привели в итоге к бегству губернатора и независимости колонии. Джастина Нэш умерла в 1771 году, оставив трёх детей. Через год Нэш переехал в Нью-Берн и женился на Мэри Уайтинг Джонс. Они поселились на плантации Пембрук на реке Трент около Нью-Берна, и прожили там до Войны за независимость. Только в августе 1781 года рейд британского отряда под командованием майора Крэйга заставил их бежать, а британцы сожгли плантацию со всеми её архивами.
Нэш рано оказался в оппозиции к британской политике и к губернатору Мартину. В 1774 году он был делегатом запрещённого губернатором 1-го провинциального конгресса Северной Каролины от города Нью-Берн, и затем делегатом всех последующих конгрессов. Когда в 1775 году губернатор Мартин бежал, Нэш принял активное участие в создании нового правительства. Мартин, находясь на британском шлюпе, написал письмо лорду Дартмуту, в котором назвал имена четырёх главных зачинщиков беспорядков в колонии: Харнета, Эша, Хау и Нэша.
На сессии конгресса в 1776 году он подготовил резолюцию, объявляющую о независимости Северной Каролины. Когда была принята Конституция Северной Каролины, он стал спикером первой палаты Представителей штата.
В марте 1777 года Нэш снова был избран в Палату представителей штата от Нью-Берна и стал её первым спикером в истории штата. В 1778 году он представлял округ Крейвен и был избран делегатом на Континентальный Конгресс, но отклонил свою кандидатуру. В 1779 году он стал сенатором штата от округа Джонс, и занял в сенате место спикера.

## Губернатор Северной Каролины
В апреле 1780 года Нэш был избран губернатором после того, как первый губернатор Ричард Кэсвелл сложил с себя полномочия. Он стал губернатором с сложный момент истории штата: 12 мая пал Чарлстон в Южной Каролине, 16 августа северокаролинское ополчение было разбито британцами в сражении при Кэмдене, а в самой Северной Каролине подняли голову лоялисты. Нэш обнаружил, что Ассамблея штата не готова заниматься ведением войны и запросил разрешения на создание особой Военной комиссии из пяти членов. 13 сентября 1780 года Ассамблея дала своё согласие.  В состав комиссии вошли Джонн Пенн, Александр Мартин, Арчибальд Маклэйн, Томас Полк и Орундейтс Дэвис. Но и это решение оказалось ошибочном, поскольку члены Комиссии оказались неподходящими для этой работы и в основном мешали губернатору, ограничивая его конституционные полномочия, на что он пожаловался Ассамблее в январе 1781 года.
Авторы «Истории Северной Каролины» 1919 года утверждают, что Комиссия была создана против воли Нэша, по инициативе радикальной партии в Ассамблее, как средство борьбы с влиянием консерваторов, которых представлял Нэш. «Когда вы избрали меня губернатором штата, — писал он, — вы вручили мне Билль о правах и Конституцию, и одновременно Шпагу штата, как символ власти, которой я наделён для защиты Конституции и прав людей... и вот четыре месяца после моего избрания эта же самая Ассамблея забирает у меня почти все полномочия, привилегии и права, присущие моей должности».
«Конституционная власть правительства в этом штате в лучшем случае очень слаба, — писал Нэш в 1781 году, — а во время войны недостаточна для целей управления и обороны». Своему преемнику Бёрку он жаловался, что исполнительная власть настолько раздроблена, что полностью утратила свою силу, и в итоге люди, не зная, кому повиноваться, не повинуются никому вообще.
Нэш никогда не отличался хорошим здоровьем, а в годы войны оно было расшатано постоянными проблемами со снабжением армии, конфликтом с Военной комиссией, а так же утратой дома, который сожгли англичане. Из-за этого он не стал баллотироваться на второй срок в 1781 году и стал членом Континентального конгресса в 1782 году. Он посещал сессии нерегулярно из-за проблем со здоровьем и в итоге умер 2 декабря 1786 года, во время сессии Конгресса. Его похоронили на кладбище при церкви Сент-Пол, а впоследствии перезахоронили на территории его плантации.

## Наследие
В 1780 году Джеймс Робертсон основал город на востоке штата Северная Каролина (который потом стал штатом Теннесси) и назвал его Нэшборо в честь губернатора. Впоследствии этот город был переименован в Нэшвилл. Существует версия, что город всё же был назван в честь его брата Фрэнсиса. Этот вопрос обострился, в частности, в 1935 году, когда возникли планы перезахоронения останков Фрэнсиса Нэша из Германатауна в Нэшвилл. Справочник «The Origin of Certain Place Names in the United States» называет имя Эбнера Нэша в качестве основной версии, а его брата в качестве альтернативной.